# Horacio Galindo Castillo
Horacio Galindo Castillo (Huehuetenango, 16 de agosto de 1908-Ciudad de Guatemala, 19 de julio de 1990), fue un médico, político, escritor, poeta, pintor y músico guatemalteco, originario de Huehuetenango. Fungió como diputado por dos periodos y primer vicepresidente del Congreso de Guatemala durante la gestión de Juan Jose Arévalo.

## Biografía
Galindo era hijo de Rafael Galindo, también médico de Huehuetenango y Ceferina Castillo. Después de sus estudios básicos y técnicos en el Instituto de Occidente en Huehuetenango, Galindo estudio medicina en la histórica Universidad La Sorbona (en francés La Sorbonne) en París. En Francia contrajo matrimonio con Ivonne Deshays, originaria de la comuna francesa de Decize. Regresa a Huehuetenango en 1935 donde dividió su tiempo entre el ejercicio de la medicina y el arte. Como diputado de Huehuetenango se muda a la Ciudad de Guatemala donde también ejerció la medicina. Sus obras se enfocaban a la historia, geografía y leyendas de Huehuetenango.

## Obras
- Ave sin nido: vida, obra y muerte de Don Eliseo Castillo, 1968
- El piecito de la virgen, 1974
- La Catedral de Huehuetenango, 1975
- Las siete palabras de Jesus en su agonía, 1968
- El Volcán, 1989
- Odas, Siete Cuentos, Diez Sonetos y un Madrigal en Décimas y Tridecasilabos, 1990
- La Tradicional Cohetería, poema